# 1604 en littérature
| Années de la littérature : 1601 - 1602 - 1603 - 1604 - 1605 - 1606 - 1607    |
| Décennies de la littérature : 1570 - 1580 - 1590 - 1600 - 1610 - 1620 - 1630 |

Cet article présente les faits marquants de l'année 1604 en littérature.

## Évènements
- 15 décembre : lettres de provision nommant Isaac Casaubon garde de la  Bibliothèque du roi de France à la suite du décès de Jean Gosselin[1].

## Parutions
- Édition de Historiarum sui temporis pars prima, la première partie de « Histoire de mon temps » de Jacques-Auguste de Thou, en latin, publiée à Paris chez la veuve de Mamert Patisson (imprimée fin 1603) ; Une seconde édition en cinq volumes parait chez Ambrose et Jérôme Drouart entre 1604 et 1608[2].

- Les Sept Victoires, (contre les sept péchés capitaux), du jésuite espagnol Diego de Pantoja est publié à Pékin[3].

- L'Ouverture de Cuisine, livre de cuisine de Lancelot de Casteau, rédigé en 1585, est publié à Liège[4].

- Publication à Lisbonne de la seconde partie du roman picaresque Guzmán de Alfarache de Mateo Alemán, un classique de la littérature espagnole, dont la première partie parut en 1599 à Madrid[5].

## Naissances
- 4 janvier : Jean Mairet, auteur dramatique français. († 31 janvier 1686).
- 4 août : François Hédelin, abbé d'Aubignac et de Meymac, poète précieux, dramaturge et théoricien français du théâtre († 1676).

- Vers 1604 : Charles Cotin, dit l'abbé Cotin, homme d'Église et poète français († 1682).

## Décès
- Vers 1604 : Thomas North, traducteur anglais (° 1535).